# 1747 год в науке
В 1747 году в науке произошло несколько значимых событий.

## События
- Бернгард Зигфрид Альбинус с помощью художника Яна Ванделаара издал монументальный труд по анатомии, озаглавленный Tabulae sceleti et musculorum corporis humani.[1]
- Альбрехт фон Галлер опубликовал работу Эксперименты по анатомии дыхания.
- Жан Лерон Д’Аламбер впервые использует дифференциальные уравнения в частных производных в математической физике.
- Андреас Сигизмунд Маргграф обнаружил при помощи микроскопа, впервые внедрённого им как устройства исследования в химии, кристаллы сахара в тонких срезах корнеплодов свеклы, что привело в дальнейшем к возникновению свеклосахарной промышленности

## Награды
- Медаль Копли: Гоуин Найт

## Родились
- 19 января — Иоганн Элерт Боде, немецкий астроном
- 23 ноября — Зигмунд Цойз, словенский предприниматель, натуралист и меценат
- Пьер Жозеф Боннатерре, французский натуралист

## Скончались
- 2 апреля — Иоганн Якоб Диллениус, немецкий ботаник
- Иоганн Хайнрих фон Гейхер, немецкий ботаник